# Yucca desmetiana
Yucca desmetiana o iuca de De Smet és una espècie del gènere de iuca de la família de les asparagàcies, originària del nord de Mèxic (des de Chihuahua fins a Aguascalientes i llevant) fins a San Luis Potosí i Tamaulipas.
Es cultiva com a planta ornamental en molts llocs a causa del seu fullatge de colors. Les fulles són de color blau grisenc quan són joves, que es tornen de color borgonya a mesura que maduren. Requereix poc manteniment, amb baixos requisits d'aigua. És adequada com a límit de jardins en sòls sorrencs i també com a planta en test per pati o passadís.